# 181298 Ladányi
A 181298 Ladányi (ideiglenes jelöléssel 2006 QY) a Naprendszer kisbolygóövében található aszteroida. Piszkéstetőn fedezték fel 2006. augusztus 17-én. Felfedezője, Sárneczky Krisztián Ladányi Tamás magyar amatőrcsillagászról nevezte el.